# Gränskriget (1910–1919)
Gränskriget (engelska: Border War eller Border Campaign), var en väpnad konflikt från 1910 till 1919, där USA stred mot mexikanska revolutionärer, ledda av bland andra Pancho Villa.  

## Mexikanska revolutionen
Konflikten utlöstes av mexikanska revolutionen, och blev en del av första världskriget, då revolutionärerna fick stöd från Tyskland.[källa behövs] Banditkriget ingick i detta krig.

## Etnisk rensning
Under kriget genomförde Texas Rangers en etnisk rensning av Rio Grandes dalgång, genom att mörda cirka 5 000 spansktalande vilka bodde på land som engelsktalande investerare eftertraktade.